# Giovanni Arduino

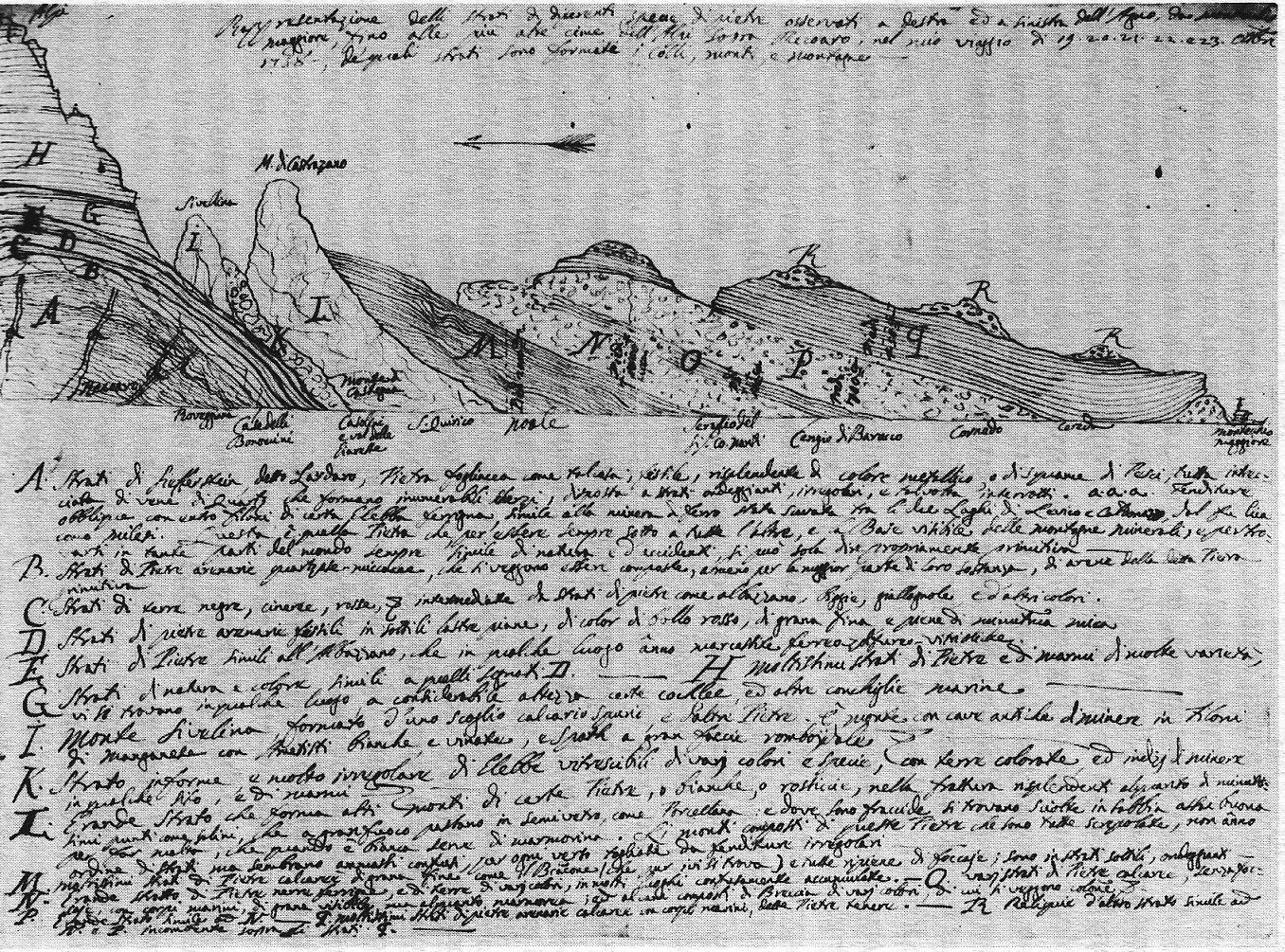
Geologische doorsnede van Toscane door Giovanni Arduino

Giovanni Arduino (Caprino Veronese (Republiek Venetië), 16 oktober 1714 - Venetië, 21 maart 1795) was een Venetiaans geoloog en mijnbouwkundige. Hij wordt wel de vader van de Italiaanse geologie genoemd.
Arduino was een mijnbouwkundig ingenieur. Aan de hand van zijn waarnemingen in het tegenwoordige Noord-Italië verdeelde hij gesteenten voor het eerst in verschillende era's. Hij deelde de gesteenten die hij tegenkwam als volgt in:
- Montes Primitivi (oftewel Primair, overeenkomstig met het tegenwoordige Paleozoïcum), dit waren alle stollingsgesteenten en metamorfe gesteenten die hij tegenkwam;
- Montes Secundarii (het Secundair, overeenkomstig met het tegenwoordige Mesozoïcum), de kalksteen formaties en
- Montes Tertiarii (ook tegenwoordig nog Tertiair genoemd), de vaak ongeconsolideerde sedimentaire gesteenten die over de andere groepen heen liggen.

Achter deze indeling lag zijn idee dat de verschillende era's verschillende ouderdommen vertegenwoordigden. Arduino gebruikte ook fossielen om gesteenten in te delen, een methode die later verder ontwikkeld werd door onder andere William Smith.
Behalve met geologie hield Arduino zich ook bezig met metallurgie, scheikunde en landbouwkunde.

## Vernoeming
Dorsum Arduino, een marerug op de Maan.
- Bibliothèque nationale de France: cb12412057s (data)
- Gemeinsame Normdatei: 119176335
- International Standard Name Identifier: 0000 0000 6300 7964
- Library of Congress Control Number: nr94032437
- Nationale Bibliotheek van Tsjechië: jn20030217002
- Nationale bibliotheek van Australië: 35722838
- Nationale Bibliotheek van Israël: 987007442861505171
- Réseau des bibliothèques de Suisse occidentale: 02-A002937018
- Istituto Centrale per il Catalogo Unico: UBOV566443
- SNAC: w6vh5sbn
- Système universitaire de documentation: 033233535
- Trove: 1058550
- Virtual International Authority File: 73940517
- WorldCat: E39PBJjxw9dTwKDpGD76VgRVG3